# Boussy-Saint-Antoine
Boussy-Saint-Antoine és un municipi francès, situat al departament de l'Essonne i a la regió de Illa de França. L'any 2007 tenia 6.536 habitants.
Forma part del cantó d'Épinay-sous-Sénart i del districte d'Évry. I des del 2016 de la Comunitat d'aglomeració Val d'Yerres Val de Seine.

## Demografia

### Població
El 2007 la població de fet de Boussy-Saint-Antoine era de 6.536 persones. Hi havia 2.720 famílies, de les quals 912 eren unipersonals (384 homes vivint sols i 528 dones vivint soles), 632 parelles sense fills, 912 parelles amb fills i 264 famílies monoparentals amb fills.
La població ha evolucionat segons el següent gràfic:
Habitants censats

### Habitatges
El 2007 hi havia 2.859 habitatges, 2.742 eren l'habitatge principal de la família, 19 eren segones residències i 99 estaven desocupats. 1.056 eren cases i 1.726 eren apartaments. Dels 2.742 habitatges principals, 1.984 estaven ocupats pels seus propietaris, 700 estaven llogats i ocupats pels llogaters i 58 estaven cedits a títol gratuït; 138 tenien una cambra, 271 en tenien dues, 565 en tenien tres, 976 en tenien quatre i 790 en tenien cinc o més. 1.552 habitatges disposaven pel capbaix d'una plaça de pàrquing. A 1.513 habitatges hi havia un automòbil i a 759 n'hi havia dos o més.

### Piràmide de població
La piràmide de població per edats i sexe el 2009 era:
| Homes | Edats   | Dones |
| ----- | ------- | ----- |
| 4     | 95 o +  | 32    |
| 4     | 90 a 94 | 20    |
| 24    | 85 a 89 | 52    |
| 20    | 80 a 84 | 44    |
| 64    | 75 a 79 | 108   |
| 56    | 70 a 74 | 84    |
| 116   | 65 a 69 | 108   |
| 128   | 60 a 64 | 100   |
| 152   | 55 a 59 | 232   |
| 204   | 50 a 54 | 248   |
| 176   | 45 a 49 | 184   |
| 244   | 40 a 44 | 240   |
| 280   | 35 a 39 | 312   |
| 236   | 30 a 34 | 284   |
| 276   | 25 a 29 | 252   |
| 180   | 20 a 24 | 144   |
| 220   | 15 a 19 | 240   |
| 200   | 10 a 14 | 164   |
| 268   | 5 a 9   | 244   |
| 188   | 0 a 4   | 192   |

## Economia
El 2007 la població en edat de treballar era de 4.217 persones, 3.314 eren actives i 903 eren inactives. De les 3.314 persones actives 3.095 estaven ocupades (1.499 homes i 1.596 dones) i 217 estaven aturades (107 homes i 110 dones). De les 903 persones inactives 327 estaven jubilades, 389 estaven estudiant i 187 estaven classificades com a «altres inactius».

### Ingressos
El 2009 a Boussy-Saint-Antoine hi havia 2.664 unitats fiscals que integraven 6.575,5 persones, la mediana anual d'ingressos fiscals per persona era de 22.938 €.

### Activitats econòmiques
Dels 193 establiments que hi havia el 2007, 2 eren d'empreses extractives, 2 d'empreses alimentàries, 1 d'una empresa de fabricació de material elèctric, 1 d'una empresa de fabricació d'altres productes industrials, 16 d'empreses de construcció, 48 d'empreses de comerç i reparació d'automòbils, 9 d'empreses de transport, 12 d'empreses d'hostatgeria i restauració, 9 d'empreses d'informació i comunicació, 7 d'empreses financeres, 15 d'empreses immobiliàries, 28 d'empreses de serveis, 31 d'entitats de l'administració pública i 12 d'empreses classificades com a «altres activitats de serveis».
Dels 45 establiments de servei als particulars que hi havia el 2009, 1 era una oficina de correu, 1 una oficina bancària, 5 tallers de reparació d'automòbils i de material agrícola, 1 taller d'inspecció tècnica de vehicles, 4 paletes, 2 guixaires pintors, 3 fusteries, 4 lampisteries, 1 electricista, 2 empreses de construcció, 3 perruqueries, 1 veterinari, 8 restaurants, 8 agències immobiliàries i 1 saló de bellesa.
Dels 22 establiments comercials que hi havia el 2009, 1 era, 1 un hipermercat, 1 una gran superfície de material de bricolatge, 4 fleques, 1 una fleca, 1 una peixateria, 6 botigues de roba, 1 una botiga de roba, 1 una botiga d'equipament de la llar, 1 una sabateria, 1 una botiga d'electrodomèstics, 2 joieries i 1 una joieria.

## Equipaments sanitaris i escolars
Els 2 equipaments sanitaris que hi havia el 2009 eren farmàcies.
El 2009 hi havia 2 escoles maternals i 2 escoles elementals. Boussy-Saint-Antoine disposava d'un col·legi d'educació secundària amb 772 alumnes.

## Poblacions més properes
El següent diagrama mostra les poblacions més properes.